# Elblandklinikum Meißen
Das Elblandklinikum Meißen ist ein Krankenhaus der Grund- und Regelversorgung in kommunaler Trägerschaft des Landkreises Meißen. Das Krankenhaus hat 350 vollstationäre Betten. Hinzu kommen fünf tagesklinische Plätze. Die Leitung des Krankenhauses setzt sich aus einem Verwaltungsdirektor, einem Ärztlichen Direktor sowie einem Pflegedirektor zusammen.

## Unternehmensstruktur
Das Elblandklinikum Meißen ist seit 2008 Teil der kommunalen Klinikengruppe Elblandkliniken. Es ist Akademisches Lehrkrankenhaus der Technischen Universität Dresden.
Es bestehen folgende Fachabteilungen:
- Klinik für Allgemein- und Viszeralchirurgie
- Klinik für Anästhesiologie und Intensivmedizin
- Klinik für Frauenheilkunde und Geburtshilfe
- Handchirurgie
- Zentrum für Innere Medizin
- Klinik für Kinder- und Jugendmedizin
- Klinik für Neurologie und Geriatrie
- Klinik für Orthopädie und Unfallchirurgie
- Therapeutenteam (Physiotherapie, Logopädie, Ergotherapie, Psychologie)
- Radiologische Praxis
- Notfallzentrum

## Geschichte

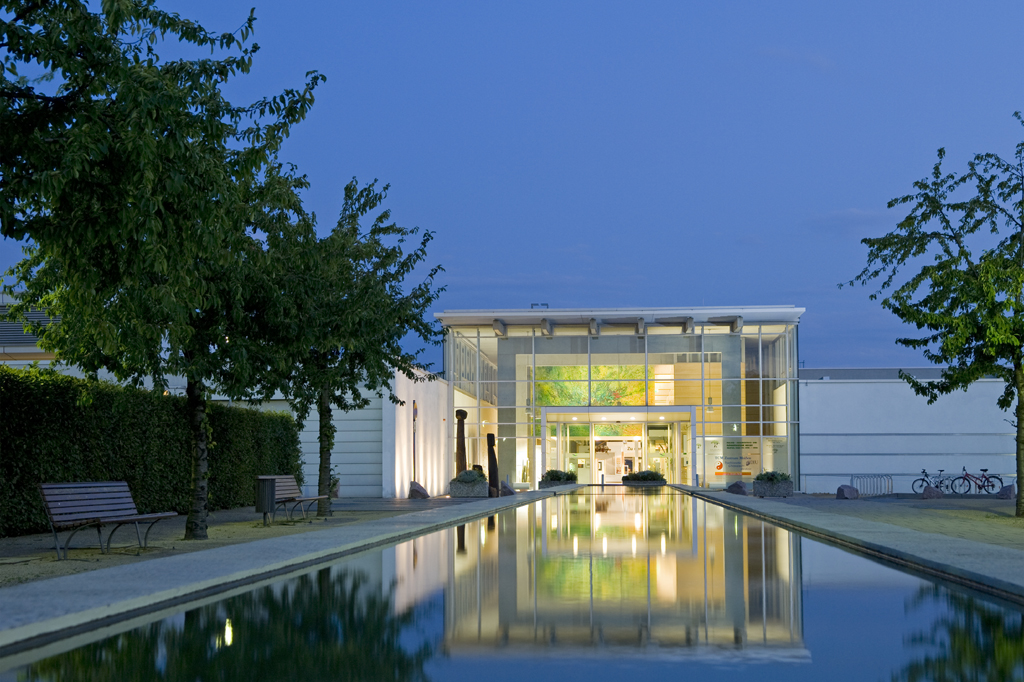
Elblandklinikum Meißen, Haupteingang

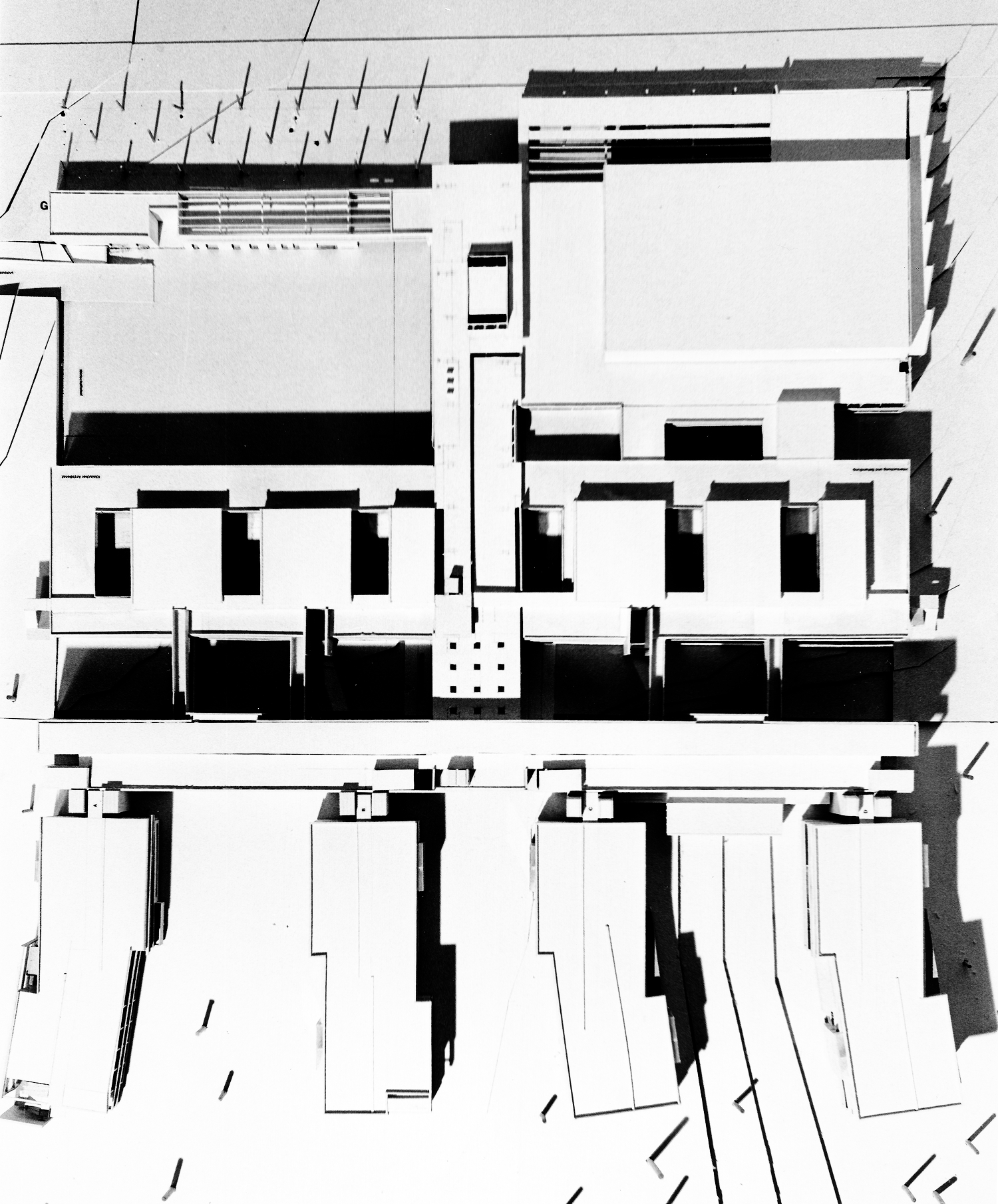
Wörner Traxler Richter: Arbeitsmodell des Elblandklinikums

Die Geschichte des Elblandklinikums Meißen geht bis in die Mitte des 19. Jahrhunderts zurück. In Meißen wurde bereits 1863 ein „Arbeits- und Versorgehaus“ erbaut. Aus der dort befindlichen Krankenstube für akut erkrankte Insassen entstand das Krankenhaus in der Hospitalstraße mit angeschlossener Poliklinik. Dazu gehörte auch das Stadtkrankenhaus an der Zscheilaer Straße, die Frauenklinik am Ratsweinberg und die Außenstelle Domprobstberg. 1998 wurden diese Standorte vom Krankenhausneubau am Nassauweg in Meißen-Bohnitzsch abgelöst. Die Planung des Neubaus stammte vom Architekturbüro Wörner + Partner.
Im Jahr 2002 schloss sich Meißen mit dem Kreiskrankenhaus Radebeul zu den Elblandkliniken Meißen-Radebeul zusammen. Beide Häuser sind seit 2008 Teil der kommunalen Klinikengruppe Elblandkliniken.
Im Dezember 2015 war das Klinikum Drehort des fiktiven Johannishospitals für den Dresdner Tatort: Der König der Gosse, wo das Opfer eines Mordanschlags behandelt wird. Mehrere Klinikmitarbeiter hatten Komparsenrollen, unter anderem Martin Wolz, Chefarzt der Klinik für Neurologie und Geriatrie.
Seit April 2017 wird das Notfallzentrum ausgebaut.